# (3103) Eger
(3103) Eger ist ein Asteroid vom Apollo-Typ, der am 20. Januar 1982 vom ungarischen Astronomen Miklós Lovas am Piszkéstető-Observatorium in Ungarn bei einer Helligkeit von 16 mag entdeckt wurde. Nur gut drei Stunden zuvor war noch unbemerkt eine Beobachtung am Krim-Observatorium in Nautschnyj erfolgt.
Der Asteroid wurde nach der ungarischen Stadt Eger benannt. Im Jahr 1762 gründete der dortige Bischof, Graf Karl Eszterházy, auf eigene Kosten eine Universität. Zur Universität gehörte ein Observatorium, das er in Absprache mit Maximilian Hell in Wien einrichtete, wobei die Instrumente sowohl in Wien als auch in London hergestellt wurden. Die Beobachtungen in Eger begannen im Jahr 1778 und die Ergebnisse wurden in Hells jährlichen astronomischen Ephemeriden veröffentlicht. Die Stadt ist auch für den erfolgreichen Widerstand ihrer Bevölkerung gegen die belagernden Türken im Jahr 1552 bekannt. Sie liegt in einem hervorragenden Weinanbaugebiet und ist international für ihr herzhaftes rotes Egri Bikavér („Erlauer Stierblut“) bekannt.
Die Bahn des Asteroiden besitzt eine Periheldistanz (sonnennächster Punkt), die kleiner als das Aphel (sonnenfernster Punkt) der Erde ist. Er wird daher zu den erdnahen Asteroiden vom Apollo-Typ gezählt und ist ein Erdnahes Objekt (NEO), das die Erdbahn kreuzen könnte. Durch die Schrägstellung der Bahn des Asteroiden gegenüber der Erdbahn können sich die Bahnen der beiden Himmelskörper derzeit aber nicht näher kommen als bis auf etwa 11,8 Mio. km (0,079 AE) und der Asteroid wird daher nicht als potentiell gefährlich eingestuft. Am 6. August 1996 und am 6. August 2001 näherte sich (3103) Eger der Erde jeweils bis auf etwa 17,3 Mio. km, ähnlich starke Annäherungen werden jedoch bis zum Jahr 2200 nicht mehr stattfinden.

## Spektrale Eigenschaften
Als Asteroid der seltenen SMASSII-Spektralklasse Xe besitzt er durch eine mineralische Oberfläche eine hohe Albedo, vergleichbar mit derjenigen der Venus. (3103) Eger wurde während mehrerer Beobachtungskampagnen im Juli 1986, August 1991 und Juli 1996 am Arecibo-Observatorium und am Goldstone Observatory radarastronomisch untersucht. Die gemessenen Signale entsprachen einem Ellipsoid von 1,5 × 2,3 km Größe und einem Tholen-E-Typ. Nach einer Untersuchung aus dem Jahr 1992 bestätigten Beobachtungen im sichtbaren und nahinfraroten Bereich, dass (3103) Eger ein Reflexionsspektrum aufweist, das mit einer Zuordnung zum taxonomischen E-Typ übereinstimmt. Man nimmt allgemein an, dass die Asteroiden vom E-Typ verwandt sind mit den auf der Erde gefundenen Enstatit-Achondrit-Meteoriten (Aubrite). Der Apollo-Asteroid (3103) Eger befindet sich derzeit in einer Orbitalresonanz (3:5) mit der Erde und scheint ein relativ langlebiges Mitglied der erdnahen Asteroiden-Population zu sein. In Kombination mit der Seltenheit von Asteroiden vom Typ E deutet dies darauf hin, dass (3103) Eger der Ursprungskörper der Aubriten sein könnte.
Beobachtungen der Asteroiden (2867) Šteins im Mai 2004 und August 2005 sowie (3103) Eger im Januar 2007 am New Technology Telescope in Chile ergaben Spektren im sichtbaren Bereich, die einem E-Typ entsprechen und die sich bei beiden Asteroiden stark ähneln. Es wurde daher vermutet, dass sie im Hinblick auf ihre mineralogische Zusammensetzung einen gemeinsamen Ursprung besitzen, obwohl sie sich derzeit auf unterschiedlichen Umlaufbahnen bewegen. (3103) Eger könnte nach dem Auseinanderbrechen eines Vorgängerkörpers im Bereich des Hauptgürtels insbesondere durch den Jarkowski-Effekt in seine erdnahe Umlaufbahn gebracht worden sein. Eine Simulation konnte dieses Szenario prinzipiell bestätigen und weist darauf hin, dass das Auseinanderbrechen bereits vor mindestens 2 Mrd. Jahren erfolgt sein müsste.

## Rotation
Nach ersten Bestimmungen aus den Jahren 1987 und 1991 konnte aus photometrischen Beobachtungen vom 15. bis 27. Juli 1996 und am 8. März 1997 an der Sternwarte Ondřejov in Tschechien aus der Lichtkurve eine Rotationsperiode von 5,706 h abgeleitet werden. Bei mehreren Gelegenheiten wurde der Asteroid am Center for Solar System Studies-Palmer Divide Station (CS3-PDS) in Colorado beobachtet. Aus photometrischen Messungen vom 20. bis 23. April 2014 konnte eine Rotationsperiode von 5,715 h abgeleitet werden. Weitere Messungen vom 31. Mai bis 4. Juni 2016 führten zu einem Wert von 5,710 h. Am 15./16. Februar 2017 wurden ebenfalls 5,710 h erhalten. Aus den kombinierten Beobachtungsdaten seit 1987 konnte nun der Rotationspol für eine retrograde Rotation und ein Gestaltmodell des Asteroiden bestimmt werden. Erneute photometrische Beobachtungen von (3103) Eger erfolgten durch eine Gruppe von spanischen Amateurastronomen an verschiedenen Observatorien zwischen dem 30. Januar und 27. Februar 2022. Auch hier konnte eine Rotationsperiode von 5,71 h bestätigt werden. Etwa zur gleichen Zeit erfolgte durch eine Zusammenarbeit innerhalb der Italian Amateur Astronomers Union (UAI) an zwei verschiedenen Observatorien vom 7. Februar bis 7. März 2022 eine weitere Bestimmung der Rotationsperiode zu 5,7100 h.

## YORP-Effekt
Aus den im Uppsala Asteroid Photometric Catalogue (UAPC) archivierten Lichtkurven konnten für (3103) Eger aus 13 Kurven der Beobachtungsjahre 1986 bis 1997 eine Rotationsperiode von 5,707 h sowie mit Einschränkungen ein Gestaltmodell und die Lage der Rotationsachse bestimmt werden. Eine andere Forschergruppe ergänzte die archivierten Daten mit eigenen Messungen an verschiedenen Observatorien aus den Jahren 1996 bis 2012. Es konnte daraus eine eindeutige Bestimmung der Rotationsperiode zu 5,7102 h erfolgen, außerdem konnte die Lage der Rotationsachse bestimmt und ein nicht-konvexes Gestaltmodel erstellt werden (siehe Bild in der Infobox). Insbesondere wurde das Augenmerk darauf gerichtet, eine mögliche Veränderung der Rotationsperiode aus den Daten abzuleiten. Durch den Yarkovsky-O’Keefe-Radzievskii-Paddack-Effekt (YORP-Effekt) kann der Rotationszustand kleiner Asteroiden durch die Sonneneinstrahlung und eine folgende anisotrope Abgabe thermischer Strahlung abgebremst oder beschleunigt werden. Bei (3103) Eger konnte eine Beschleunigung der Rotation von (1,4 ± 0,6)∙10−8 rad/d² festgestellt werden. Allerdings wurden weitere Beobachtungen als notwendig erachtet, um den Effekt abzusichern.
In einer neuen Untersuchung von 2018 konnten weitere Messwerte von 2014 bis 2017 in die Auswertung aufgenommen und die Ergebnisse bestätigt werden. Für den Wert der YORP-Beschleunigung konnte jetzt ein verbesserter Wert von (1,1 ± 0,5)∙10−8 rad/d² angegeben werden.
Der Asteroid zeigte auch bei photometrischen Messungen am Telescopio Abierto Remoto 2 (TAR2) auf Teneriffa vom Juli 2021 bis März 2022 Effekte einer durch den YORP-Effekt beschleunigten Rotation. Hier wurde eine Beschleunigung von (0,85 ± 0,05)∙10−8 rad/d² abgeleitet. Damit würde seine Rotationsperiode über einen Zeitraum von 8 Mio. Jahren etwa auf die Hälfte des derzeitigen Wertes sinken, was zu strukturellen Veränderungen am Asteroidenkörper führen könnte.
Unter Verwendung aller bis zum Dezember 2021 verfügbaren astrometrischen Daten aus Archiven und dem Gaia DR2-Katalog konnten auch die nicht-gravitativen A2-Parameter für 42 Asteroiden bestimmt werden, die die jeweilige Stärke des Jarkowski-Effekts quantifizieren. Für (3103) Eger wurde ein Wert von −9,64 ± 3,58·10−15 AE/d² gefunden. Der negative Wert korrespondiert mit der retrograden Rotation des Asteroiden.